# Arielulus
Az Arielulus az emlősök (Mammalia) osztályának a denevérek (Chiroptera) rendjébe, ezen belül a kis denevérek (Microchiroptera) alrendjébe és a simaorrú denevérek (Vespertilionidae) családjába tartozó nem.

## Rendszerezés
A nembe az alábbi 5 faj tartozik:
- Arielulus aureocollaris Kock & Storch, 1996
- Arielulus circumdatus Temminck, 1840; típusfaj - korábban Pipistrellus circumdatus
- Arielulus cuprosus Hill & Francis, 1984 - korábban Pipistrellus cuprosus
- Arielulus societatis Hill, 1972 - korábban Pipistrellus societatis
- Arielulus torquatus Csorba & Lee, 1999